# HD 216770 b
HD 216770 b는 남쪽물고기자리 방향으로 지구로부터 약 123.5광년 떨어진 곳에 있는 외계 행성이다. 최소 질량은 목성의 3분의 2 수준이며 덩치로 보아 가스 행성으로 분류할 수 있다. 그러나 b는 우리 태양계의 가스 행성과는 판이하게 다르다. b의 궤도는 크게 찌그러져 있는데, 평균 거리는 항성으로부터 0.46 천문단위만큼 떨어져 있어 태양~수성 간격 정도이나, 가까워질 때는 0.29, 멀어질 때는 0.63 천문단위까지 물러난다(이는 태양~금성 궤도 크기보다 약간 작은 정도이다). 항성을 1회 공전하는 데에는 118일이 걸린다.

## 같이 보기
- HD 10647 b
- HD 108874 b
- HD 111232 b
- HD 142415 b
- HD 169830 c
- HD 41004 Ab
- HD 65216 b

## 참고 문헌
- (영어) Mayor;  외. (2004). “The CORALIE survey for southern extra-solar planets XII. Orbital solutions for 16 extra-solar planets discovered with CORALIE”. 《Astronomy and Astrophysics》 415: 391–402. doi:10.1051/0004-6361:20034250. 2006년 2월 23일에 원본 문서 (요약)에서 보존된 문서. 2012년 8월 1일에 확인함. (웹 인쇄본)